# Veliš (Boêmia Central)
Veliš é uma comuna checa localizada na região da Boêmia Central, distrito de Benešov.